# Remanens
Remanens er det fænomen, at visse magnetiske materialer, der som udgangspunkt ikke har deres eget magnetfelt (som en magnet), kan blive "magnetiseret" af et eksternt felt, så de fungerer som en (svag) magnet i sig selv, også når det eksterne magnetfelt fjernes.
Remanens udnyttes i forskellige sammenhænge, f.eks. i den magnetiske belægning, der anvendes i harddiske og magnetbånd, samt i remanensrelæer. I andre sammenhænge, for eksempel i elektromotorer, gør remanens motoren mere effektiv, da den laver et "gratis" magnetfelt som hjælper til dog ikke mere end spænding stadig kræves for drift.
| Naturvidenskab | Spire Denne naturvidenskabsartikel er en spire som bør udbygges. Du er velkommen til at hjælpe Wikipedia ved at udvide den. |